# Мюллер, Марсель
Марсе́ль Мю́ллер (нем. Marcel Müller; 10 июля 1988, Западный Берлин) — немецкий хоккеист. Амплуа — левый нападающий. Выступает за «Кёльнер Хайе».

## Карьера
Профессиональную карьеру начал в 2005 году в клубе Немецкой хоккейной лиги Айсберен Берлин. В 2007 году перешёл в Кёльнер Хайе. Первый год своего выступления а этом клубе был не удачным для игрока. Но в сезоне 2009—2010 Мюллер набрал максимальное количество очков в своей карьере (56 очков в 53 играх), и это не осталось не замеченным со стороны руководства сборной Германии по хоккею и скаутов из НХЛ. В 2010 году Мюллер подписал двухлетний контракт начального уровня с Торонто Мейпл Лифс, но для получения опыта приближенным к играм в НХЛ играет в фарм клубе Торонто Марлис. Мюллер так и не смог пробиться в основную команду Торонто Мейпл Лифс и в июле 2012 года, решил подписать контракт с клубом Шведской элитной серии МОДО. В 2018 году перешел в клуб Шведской элитной серии Лександ.
Марцель Мюллер принимал участие в составе сборной Германии по хоккею на зимних Олимпийских играх 2010 и на чемпионатах мира по хоккею с шайбой в 2010 и 2011. В составе молодежной сборной Германии участник чемпионатов мира 2007 и 2008 (дивизион I). В составе юниорской сборной Германии участник чемпионата мира 2006.

## Статистика
| 2005-06              | Айсберен Берлин      | DEL                  | 24  | 1  | 1  | 2   | 20  | —  | — | — | — | —  |
| 2006-07              | Айсберен Берлин      | DEL                  | 36  | 1  | 7  | 8   | 53  | 3  | 0 | 0 | 0 | 14 |
| 2007-08              | Кёльнер Хайе         | DEL                  | 44  | 6  | 7  | 13  | 61  | 14 | 1 | 1 | 2 | 6  |
| 2008-09              | Кёльнер Хайе         | DEL                  | 41  | 11 | 14 | 25  | 60  | —  | — | — | — | —  |
| 2009-10              | Кёльнер Хайе         | DEL                  | 53  | 24 | 32 | 56  | 122 | 3  | 0 | 4 | 4 | 2  |
| DEL общие показатели | DEL общие показатели | DEL общие показатели | 198 | 43 | 61 | 104 | 316 | 20 | 1 | 5 | 6 | 22 |